# Hallettsville
Hallettsville és una ciutat al Comtat de Lavaca, a l'estat de Texas. Segons el cens del 2000 tenia 2.345 habitants.

## Demografia
Segons el cens del 2000, Hallettsville tenia 2.345 habitants, 1.019 habitatges, i 627 famílies. La densitat de població era de 406 habitants per km².
Dels 1.019 habitatges en un 29,9% hi vivien nens de menys de 18 anys, en un 44% hi vivien parelles casades, en un 14,6% dones solteres, i en un 38,4% no eren unitats familiars. En el 35,6% dels habitatges hi vivien persones soles el 21,3% de les quals corresponia a persones de 65 anys o més que vivien soles. El nombre mitjà de persones vivint en cada habitatge era de 2,29 i el nombre mitjà de persones que vivien en cada família era de 3.
Per edats la població es repartia de la següent manera: un 25,2% tenia menys de 18 anys, un 8,5% entre 18 i 24, un 23,4% entre 25 i 44, un 22,4% de 45 a 60 i un 20,5% 65 anys o més.
L'edat mediana era de 40 anys. Per cada 100 dones de 18 o més anys hi havia 78,3 homes.
La renda mediana per habitatge era de 25.089 $ i la renda mediana per família de 38.080 $. Els homes tenien una renda mediana de 31.250 $ mentre que les dones 20.365 $. La renda per capita de la població era de 14.811 $. Aproximadament el 16,4% de les famílies i el 17,4% de la població estaven per davall del llindar de pobresa.

## Poblacions properes
El següent diagrama mostra les poblacions més properes.